# Marcello Morgante
Marcello Morgante (Carpineto Sinello, 23 marzo 1915 – Ascoli Piceno, 20 maggio 2007) è stato un vescovo cattolico italiano.

## Biografia
Nacque a Carpineto Sinello, un paese in provincia di Chieti, il 23 marzo 1915.

### Formazione e ministero sacerdotale
Seguì gli studi di seminarista dapprima a Ravenna, poi dal 1925 a Roma dove rimase fino al 1945 e si laureò in filosofia, in teologia e in diritto.
Fu ordinato presbitero il 26 febbraio 1938 dall'arcivescovo Luigi Traglia.
Dal 1947 al 1957 fu vicario generale dell'arcidiocesi di Ravenna-Cervia, di cui in seguito fu anche amministratore apostolico.

### Ministero episcopale
Il 16 febbraio 1957 fu eletto alla diocesi di Ascoli Piceno e consacrato vescovo il 19 marzo dal cardinale Giacomo Lercaro nel duomo di Ravenna; arrivò nella cittadina marchigiana il 28 aprile 1957. Si ritirò il 13 aprile 1991, ma rimase nella diocesi come vescovo emerito.
Con decreto del 27 dicembre 1988 il presidente della Repubblica gli conferì l'onorificenza di grande ufficiale. Il 12 dicembre 1988 fu insignito dalla Presidenza del Consiglio dei ministri del Premio della Cultura.
Fu per 20 anni, dal novembre 1971 al 1991, presidente della conferenza episcopale delle Marche.
Morì ad Ascoli Piceno il 20 maggio 2007, il giorno stesso in cui nella cattedrale si festeggiava il cinquantenario del suo episcopato nella città con un concerto.

## Genealogia episcopale
La genealogia episcopale è:
- Cardinale Scipione Rebiba
- Cardinale Giulio Antonio Santori
- Cardinale Girolamo Bernerio, O.P.
- Arcivescovo Galeazzo Sanvitale
- Cardinale Ludovico Ludovisi
- Cardinale Luigi Caetani
- Cardinale Ulderico Carpegna
- Cardinale Paluzzo Paluzzi Altieri degli Albertoni
- Papa Benedetto XIII
- Papa Benedetto XIV
- Papa Clemente XIII
- Cardinale Bernardino Giraud
- Cardinale Alessandro Mattei
- Cardinale Pietro Francesco Galleffi
- Cardinale Giacomo Filippo Fransoni
- Cardinale Carlo Sacconi
- Cardinale Edward Henry Howard
- Cardinale Mariano Rampolla del Tindaro
- Cardinale Gennaro Granito Pignatelli di Belmonte
- Cardinale Pietro Boetto, S.I.
- Cardinale Giuseppe Siri
- Cardinale Giacomo Lercaro
- Vescovo Marcello Morgante